# Дерниче
Дерниче (итал. Dernice) — коммуна в Италии, располагается в регионе Пьемонт, в провинции Алессандрия.
Население составляет 236 человек (2008 г.), плотность населения составляет 13 чел./км². Занимает площадь 18 км². Почтовый индекс — 15056. Телефонный код — 0131.
Покровителем коммуны почитается святой Домнин из Фиденцы (San Donnino), празднование 9 октября.

## Демография
Динамика населения:

## Администрация коммуны
- Официальный сайт: